# ¡Diles que no me maten!
¡Diles que no me maten!  es un cuento del escritor mexicano Juan Rulfo. Apareció publicado por primera vez en agosto de 1951 en el Nº 6 de la revista América. Posteriormente sería incluido en la colección de relatos El llano en llamas, publicado en México por la editorial Fondo de Cultura Económica en 1953.
El cuento se encuentra ambientado en el México rural de inicios del siglo XX y se desarrolla en los últimos momentos de vida de un hombre. En él Rulfo explora temas como la venganza, el remordimiento y cómo las consecuencias de nuestros actos nos persiguen, aunque creamos haberlas dejado atrás.

## Argumento
En "Diles que no me maten", Juan Rulfo narra los últimos momentos de la vida de Juvencio Nava, un campesino atormentado por el remordimiento de haber asesinado a su compadre, Guadalupe  Terreros, hace 35 años.
El motivo de esta tragedia fue una disputa por pasto para sus animales, un conflicto que persigue a Juvencio desde entonces, obligándolo a vivir oculto y en constante temor de ser aprehendido por su crimen.
Cuando Juvencio cree que ha transcurrido suficiente tiempo desde el fatídico incidente y que está a salvo, es capturado y llevado ante las autoridades para enfrentar las consecuencias de su acto.
Desesperado, Juvencio ruega a su hijo Justino que interceda por él ante el coronel responsable de su detención. Implora que le pida perdón y que, por piedad, no lo maten.
El coronel, sin embargo, es el hijo de Guadalupe Terreros, el hombre al que Juvencio mató hace tantos años, dejándolo huérfano. Cuando el Coronel descubre que su padre sufrió una larga agonía antes de morir, jura vengarse y se empeña en capturar a Juvencio.
A pesar de los clamores de Juvencio para evitar su ejecución, el único acto de clemencia que obtiene del coronel es que ordene embriagarlo antes de ser fusilado, para que no sienta el dolor de las balas.
La narración concluye de manera desgarradora, con Justino recogiendo el cuerpo acribillado de su padre, llevándolo en un burro de regreso a su hogar para darle sepultura.